# Kambriska explosionen
Kambriska explosionen var den kraftiga ökningen av komplext, flercelligt djurliv under en relativt kort period i början av kambrium för cirka 540 miljoner år sedan. Utvecklingen var i geologiskt tidsperspektiv snabb, mellan 20 och 25 miljoner år. Olika fossiler i den sedimentära lagerföljden visar att komplext liv utvecklades explosionsartat under den perioden. De flesta biologiska stammar av djur som finns idag uppstod under kambrium. Händelsen räknas som en av de största omvälvningarna i jordens samt livets historia.

## Bakgrund
Livet före kambriska explosionen dominerades i miljarder år av bakterier, arkéer, plankton och flercelliga alger. De äldsta kända djurfossilen är runt 665 miljoner år gamla svampdjur. För 600 miljoner år sedan, i prekambrium, började utvecklingen gå snabbare och ediacarafaunan uppstod. Den bestod av något större och mer komplexa djur än tidigare djur. Dessa dog ut vid början av kambrium.

## Explosionen
Många av de nya organismerna utvecklade förmågan att bilda hårda skal (exoskelett) och skelett. De nya hårddelarna gjorde bland annat att dessa djur fick en högre bevarandepotential efter sin död, det vill säga sannolikheten att de finns bevarade som fossil är högre än för organismer utan ett yttre skelett. Djuren växte sig allt större och de första stora djuren dök upp. Ögon uppstod och djuren utvecklade effektiv rörelseförmåga.
Alla organismer var fortfarande havslevande. Ungefär samtidigt som djuren fick ett yttre skelett i form av olika skal fick utvecklingen av de olika stora djurgrupperna en skjuts framåt och det fanns flera fyla som inte är kända från tidigare perioder. Trilobiter, armfotingar, mollusker och flera andra grupper dök upp. Det mest karaktäristiska djuret var trilobiterna, som hade avancerade ögon, vilket var ovanligt vid den tiden. Svampdjur, tagghudingar, och maskliknande djur med mjuk kropp verkar ha varit bland de dominerande djuren. De tidigaste marina snäckorna, bläckfiskarna, ryggsträngsdjuren och Foraminiferer  uppkom.
Förutom en förändring i livsformernas utseenden skedde även en förändring i livsstil. Många livsformer börjar bland annat att gräva i sedimentlagret på havsbotten, vilket tidigare livsformer inte hade gjort. Detta skulle kunna bero på, eller orsaka, plötsliga förändringar i syresättning i bottenmiljön och behovet att kunna ta skydd från predatorer. Det skulle också kunna bero på att det tidigare inte hade funnits någon näringskälla någon annanstans än vid havsbottnens ytlager.

## Efter explosionen
Efter den kambriska explosionen har de stora djurgrupperna (fyla) som finns kvar idag utvecklats, som blötdjur (till exempel bläckfiskar), maskar och leddjur (till exempel insekter). De äldsta fossilen av ryggsträngsdjur (ryggradsdjurens föregångare) är också från Kambrium och finns i den berömda Chengjiang-faunan i Kina. Det är omineraliserade fossil av de äldsta kända fisksläktena Haikouichtys och Myllokunmingia. Under den kambriska explosionen utvecklades även en rad andra numera utdöda livsformer och djurgrupper som är mycket svårplacerade i dagens system. Djuren Opabinia, Hallucigenia, Wiwaxia och Amiskwia är några exempel och har hittats i Burgess Shale, en kambrisk lerskiffer i de kanadensiska Klippiga bergen.